# غندهاري
غندهاري أو قندهاري (بالإنجليزية: Gandhari) (بالسنسكريتية: गांधारी) هي شخصية في الملحمة الهندوسية الماهابهاراتا. كانت في الملحمة تجسيدا لماتي إلهة الذكاء وابنة سوبالا، ملك غندهارا، أو قندهار الحديثة (منطقة تمتد شمال غرب باكستان وشرق أفغانستان) والتي استمدت اسمها من هذه الشخصية. وعرفت غندهاري في ماهابهاراتا أيضا بأسماء غندهاراراجادهيتا و سوبالاي وسوبالي وسوبالاجا وسوبالابوتري و سوبالاتماجا. وقد تم ترتيب زواج قندهاري من دهرتراشتر (أو دريتاراشترا أو دهریتراشترا) الأمير البكر في مملكة كورو، وهي منطقة في منطقة دلهي وهاريانا.